# Armorial neuchâtelois
 (juin 2022).
La mise en forme du texte ne suit pas les recommandations de Wikipédia : il faut le « wikifier ».
Les points d'amélioration suivants sont les cas les plus fréquents. Le détail des points à revoir est peut-être précisé sur la page de discussion.
- Les titres sont pré-formatés par le logiciel. Ils ne sont ni en capitales, ni en gras.
- Le texte ne doit pas être écrit en capitales (les noms de famille non plus), ni en gras, ni en italique, ni en « petit »…
- Le gras n'est utilisé que pour surligner le titre de l'article dans l'introduction, une seule fois.
- L'italique est rarement utilisé : mots en langue étrangère, titres d'œuvres, noms de bateaux, etc.
- Les citations ne sont pas en italique mais en corps de texte normal. Elles sont entourées par des guillemets français : « et ».
- Les listes à puces sont à éviter, des paragraphes rédigés étant largement préférés. Les tableaux sont à réserver à la présentation de données structurées (résultats, etc.).
- Les appels de note de bas de page (petits chiffres en exposant, introduits par l'outil «  Source ») sont à placer entre la fin de phrase et le point final[comme ça].
- Les liens internes (vers d'autres articles de Wikipédia) sont à choisir avec parcimonie. Créez des liens vers des articles approfondissant le sujet. Les termes génériques sans rapport avec le sujet sont à éviter, ainsi que les répétitions de liens vers un même terme.
- Les liens externes sont à placer uniquement dans une section « Liens externes », à la fin de l'article. Ces liens sont à choisir avec parcimonie suivant les règles définies. Si un lien sert de source à l'article, son insertion dans le texte est à faire par les notes de bas de page.
- La présentation des références doit suivre les conventions bibliographiques. Il est recommandé d'utiliser les modèles {{Ouvrage}}, {{Chapitre}}, {{Article}}, {{Lien web}} et/ou {{Bibliographie}}. Le mode d'édition visuel peut mettre en forme automatiquement les références.
- Insérer une infobox (cadre d'informations à droite) n'est pas obligatoire pour parachever la mise en page.

Pour une aide détaillée, merci de consulter Aide:Wikification.
Si vous pensez que ces points ont été résolus, vous pouvez retirer ce bandeau et améliorer la mise en forme d'un autre article.
L'Armorial neuchâtelois présente les armes (figures et blasonnements) des familles nobles et notables originaires du canton de Neuchâtel ou qui y ont possédé des fiefs, sans tenir compte de la chronologie.
Léon et Michel Jéquier ont répertorié la plus grande partie de ces familles dans leur Armorial neuchâtelois (1934-1944).

## Les familles répertoriées
- Haut – A
- B
- C
- D
- E
- F
- G
- H
- I
- J
- K
- L
- M
- N
- O
- P
- Q
- R
- S
- T
- U
- V
- W
- X
- Y
- Z

### A
| Blason | Nom de la famille et blasonnement | origine |
| ------ | --- | --- |
|        | Abry alias Aubry d'azur à trois épées de sable, montées d'or, posées en pal et en sautoir, à un bouclier ovale de gueules, bordé d'or et clouté d'argent, brochant sur le tout. | famille bourgeoise de Neuchâtel dès le XVIe siècle, éteinte avant 1749.                                    |
|        | Ancillon de gueules à une gerbe d'or flanquée de deux étoiles du même.[réf. nécessaire]                                                                                         | famille issue de David Ancillon, de Metz, pasteur à Berlin, reçu bourgeois d'honneur de Neuchâtel en 1707. |

### B
| Blason | Nom de la famille et blasonnement | origine |
| ------ | --- | --- |
|        | Béguin d'or à une barre d'azur chargée de trois roses de gueules et accompagnée de deux lions au naturel. | famille de Rochefort citée au XIVe siècle, dont une branche se fixe à Boudevilliers au XVIe siècle et une autre à Corcelles-Cormondrèche et Peseux au XVIIe siècle.        |
|        | Bertholet d'argent à une fleur-de-lys de gueules accompagnée en chef de deux étoiles du même. | famille de Travers, mentionnée dès le XVIe siècle et dont une branche fut reçue bourgeoise de Neuchâtel en 1657.                                                           |
|        | Blanc d'azur à une balance d'argent, accompagnée de trois étoiles en chef et d'une pointe de diamant du même en pointe. (Il y a parfois en pointe un croissant, et la balance peut être tenue par un dextrochère mouvant du chef) | famille de Travers connue dès la fin du XVe siècle. |
|        | Brot (de) alias Debroth de gueules à deux épées d'or (parfois des pistolets d'arçon) mises en sautoir, accompagnées de trois étoiles du même, une en chef, deux aux flancs et d'un cœur d'argent en pointe.                       | famille originaire du village de Brot, citée au XIVe siècle, et qui a donné plusieurs armuriers au XVIIIe siècle ; une branche de cette famille a porté le nom de Duvanel. |

### C
| Blason | Nom de la famille et blasonnement | origine                                         |
| ------ | --- | ----------------------------------------------- |
|        | Charlet de gueules à un enfant d'argent, tourné à senestre, empiétant un mont de sinople, tenant un arbre d'or mouvant du mont et accompagné de deux feuilles de tulipe d'argent mouvant elles aussi du mont. | famille des Bayards connue dès le XVIIe siècle. |

### D
| Blason | Nom de la famille et blasonnement | origine |
| ------ | --- | --- |
|        | Doudiet une croix ancrée de sable. (On ne connaît pas l'émail du champ de ces armoiries, retrouvées à partir d'écus d'alliance Bonhôte et Doudiet) | famille citée à Hauterive dès la fin du XVe siècle, bourgeoise de Neuchâtel en 1723 (éteinte en 1749) et en 1832 ; une autre branche est citée parmi les bourgeois externes en 1698 et était à cette époque établie à Hauterive. |

### E
| Blason | Nom de la famille et blasonnement | origine |
| ------ | --- | --- |
|        | Elzingre de gueules à une tortue d'or posée en pal, au chef d'azur chargé de deux vergettes d'argent, accompagnées d'une croix de Malte, d'une étoile et d'un chevron d'or. | famille originaire de Zurich, établie à Saint-Blaise au début du XVIIe siècle et plus tard à Serrières et à Dombresson. |

### F
| Blason | Nom de la famille et blasonnement | origine |
| ------ | --- | --- |
|        | Favre alias Faure d'argent à une bande d'azur enfilée dans trois couronnes d'or, au chef de gueules chargé d'une étoile à trois branches d'or et de deux pointes de diamant d'argent.[réf. nécessaire] | famille originaire du Locle, où elle est citée dès la fin du XVe siècle ; un de ses membres fut reçu bourgeois de Neuchâtel en 1782. |

### G
| Blason | Nom de la famille et blasonnement | origine                                         |
| ------ | --- | ----------------------------------------------- |
|        | Grisel alias Grezet d'azur à une croix alaisée d'or, chargée d'un point de gueules en abîme, accompagnée en chef de trois besants d'argent, en pointe de deux rinceaux du même, mouvant d'un mont de trois coupeaux d'or. | famille mentionnée à Travers dès le XVe siècle. |

### H
| Blason | Nom de la famille et blasonnement                                                                                    | origine                                                   |
| ------ | --- | --------------------------------------------------------- |
|        | Humbert tiercé en fasce d'azur, de gueules et d'or, les gueules chargé d'une équerre d'or entre deux roses d'argent. | famille originaire de la Sagne, connue dès le XVe siècle. |

### I
| Blason | Nom de la famille et blasonnement                                                                                            | origine                                                                                           |
| ------ | --- | ------------------------------------------------------------------------------------------------- |
|        | Iker alias Icquer d'argent au cœur de gueules.                                                                               | Famille bourgeoise de Neuchâtel dès le XVe siècle.                                                |
|        | Isarn de Villefort (d') d'azur à la fasce accompagnée en chef de deux besants et en pointe d'un croissant, le tout d'argent. | Famille française réfugiée en 1750 à Saint-Aubin, naturalisée en 1827 et agrégée à cette commune. |

### J
| Blason | Nom de la famille et blasonnement | origine |
| ------ | --- | --- |
|        | Jeanneret de gueules à deux écôts d'or passés en sautoir (accompagnés de trois étoiles du même, une en chef et deux aux flancs, et d'un mont de sinople à trois coupeaux issant en pointe). | famille issue de Jeanneret Pellaton, de Travers, bourgeoise de Neuchâtel dès 1689 ; Jonas fut anobli par la duchesse de Nemours en 1695, une branche de cette famille reçut en 1791 de Frédéric-Guillaume II, des lettres de confirmation de sa qualité de baron de Beaufort, avec le droit de reprendre les armes des Beaufort en Savoie[réf. nécessaire]. |

### K
| Blason | Nom de la famille et blasonnement | origine                                                                    |
| ------ | --- | -------------------------------------------------------------------------- |
|        | Knyphausen (de) écartelé d'or au lion de sable et d'argent au dragon de sable ; sur le tout parti de sinople et de sable au lion d'argent brochant. | le baron prussien de Knyphausen reçut la bourgeoisie de Neuchâtel en 1727. |

### L
| Blason | Nom de la famille et blasonnement | origine                                        |
| ------ | --- | ---------------------------------------------- |
|        | Lequin d'azur à deux rinceaux d'argent, en sautoir, accompagnés en chef d'une étoile d'or, en pointe d'un mont de trois coupeaux du même. | famille de Fleurier, connue dès le XVe siècle. |

### M
| Blason | Nom de la famille et blasonnement                                                                                           | origine |
| ------ | --- | --- |
|        | Martenet d'azur à un renard d'or, issant d'un mont de trois coupeaux de sinople, accompagné, en chef, de deux étoiles d'or. | Famille citée comme bourgeoise de Neuchâtel dès 1353, scindée en plusieurs rameaux : à Dôle (vers 1531), à Serrières (vers 1650), à Baltimore (en 1818), à Paris (en 1869). |
|        | Montandon d'azur à l'ancre d'argent au chef cousu de gueules, chargé de deux étoiles d'or.                                  | famille qui tire probablement son nom du village de Montandon (France) ; elle apparaît au Locle dans la deuxième moitié du XIVe siècle ; très nombreuse, elle a eu des ramifications dans la plupart des localités du pays de Neuchâtel ainsi que dans les pays voisins, deux branches furent reçues bourgeoises de Neuchâtel en 1707 (éteinte en 1749) et en 1722. |
|        | | |

### N
| Blason | Nom de la famille et blasonnement                                                              | origine                                                                             |
| ------ | ---------------------------------------------------------------------------------------------- | ----------------------------------------------------------------------------------- |
|        | Neuhaus d'or à un écot de sable mouvant d'un mont du même, accosté de deux étoiles de gueules. | famille de Bienne, Samuel-Frédéric Neuhaus fut reçu bourgeois de Neuchâtel en 1760. |

### O
| Blason | Nom de la famille et blasonnement | origine |
| ------ | --- | --- |
|        | Osterwald d'argent à trois sapins de sinople arrachés de trois monts (ou d'une terrasse de sinople, ou encore mouvant de la pointe de l'écu. | David Ostervald, seigneur de Bioley au pays de Vaud, ainsi que les quatre fils de son frère Louis, furent anoblis en 1709 par diplôme du roi Frédéric Ier, la famille Ostervald s'est éteinte en 1850. |
|        | Oudinot de Reggio parti : au 1 de gueules à trois casques tarés de profil d'argent ; au 2 d'argent au lion de gueules tenant de la patte dextre une grenade de sable enflammée de gueules ; au chef des ducs de l'Empire qui est de gueules semé d'étoiles d'argent. | Charles-Nicolas Oudinot, maréchal de France, duc de Reggio, fut chargé en 1806 par Napoléon d'occuper Neuchâtel dont il prit possession le 22 mars, il en devint bourgeois d'honneur en 1806.          |

### P
| Blason | Nom de la famille et blasonnement | origine |
| ------ | --- | --- |
|        | Pellaton d'azur à une pyramide d'argent sur un socle du même (et sous une arche du même), au chef d'or chargé d'une pelote de gueules.,                                          | famille de Travers, citée dès le XVe siècle. |
|        | Pettavel de gueules à la herse trianguaire d'or, accompagnée de deux étoiles du même et en pointe d'un mont de trois coupeaux de sinople.                                        | famille originaire de Bôle où elle est citée au XVe siècle, établie aussi à Colombier et dont plusieurs membres ont été reçus bourgeois de Neuchâtel dès la fin du XVe siècle. |
|        | Perrenoud alias Perrenoud-Comtesse alias encore Pernod-Grandjean et Perrenoud-le-Favre d'azur à la fasce d'or chargée d'une équerre et de deux étoiles de gueules.,              | famille connue à la Sagne dès le XVe siècle et qui a eu de nombreuses branches.                                                                                                |
|        | Perrin coupé d'argent au lion de sable issant, et de gueules à trois coquilles d'or rangées en fasce.,                                                                           | branche des Perrin de Noiraigue suivants, famille bourgeoise de Neuchâtel à la fin du XVIIe siècle, issue de François Perrin, époux d'Isabeau Heinzely.                        |
|        | Perrin olim Biedz (du) d’argent à la bande de sinople accompagnée en chef d’un faisceau de licteur de gueules, mouvant de la bande, et en pointe de cinq fleurs-de-lys du même., | famille de Couvet, puis de Noiraigue citée dès le XIVe siècle. |

### Q
| Blason | Nom de la famille et blasonnement | origine                                       |
| ------ | --- | --------------------------------------------- |
|        | Renaud alias Renaud-dit-Claive de sable à l'ancre versée d'or, accompagnée de deux roses tigées du même, mouvant d'un mont de trois coupeaux de sinople., | famille d'ancienne bourgeoisie neuchâteloise. |

### R
| Blason | Nom de la famille et blasonnement | origine                                                                             |
| ------ | --- | ----------------------------------------------------------------------------------- |
|        | Quellet olim Quillet de gueules à la bande d'or chargée d'une bande d'azur (ou de sinople) surchargée de trois étoiles d'or et accompagnée de deux trèfles tigés du même. | famille du Landeron, citée dès 1433 ; la forme Quellet apparaît dès le XVIe siècle. |

### S
| Blason | Nom de la famille et blasonnement | origine |
| ------ | --- | --- |
|        | Sandoz alias Sandol-Roy (de) alias encore Sandoz-Rollin (de) d'azur à la foi d'or accompagnée en chef de deux étoiles du même en chef et d'un brasier de gueules en pointe. (la foi peut tenir un marteau d'or et être d'argent) d'argent à la bande échiquetée de gueules et d'or. (pour la branche anoblie en 1657) de gueules à une foi d'argent, accompagnée de seize losanges d'or versés, huit en chef et huit en pointe. | nombreuse famille originaire du Locle où elle est citée dès la seconde moitié du XIVe siècle, bourgeoise de Valangin dès 1508 et de Neuchâtel dès 1659 ; elle s'est répandue à Dombresson, Bâle et dans le canton de Vaud ; Jean-Jacques fut anobli en 1657 par Henri II de Longueville, son fils Henri ayant épousé Anne-Marie de Bonstetten, les seigneuries de Travers, Noiraigue et Rosières entrèrent dans cette maison, qui s'éteignit dans les mâles en 1852. |

### T
| Blason | Nom de la famille et blasonnement | origine |
| ------ | --- | --- |
|        | Tribolet d'azur à deux chevrons d'or accompagnés en chef d'une croisette du même, en pointe d'un lion d'or issant armé et lampassé de gueules. (Il s'agissait auparavant d'un seul chevron croiseté) | famille originaire de la région de la Neuveville et du Landeron où elle est citée dès 1302 ; une branche devint bourgeoise de Berne au XVe siècle, une autre, mentionnée dès 1358 au Val-de-Ruz, devint bourgeoise de Neuchâtel en 1457 ; cinq de ses rameaux furent anoblis. |

### V
| Blason | Nom de la famille et blasonnement                                                     | origine                                                                  |
| ------ | ------------------------------------------------------------------------------------- | ------------------------------------------------------------------------ |
|        | Vuithier écartelé de sinople à une aiguière d'argent et d'azur à une rose de gueules. | famille mentionnée dès 1400 à Coffrane, bourgeoise de Neuchâtel en 1833. |

### W
| Blason | Nom de la famille et blasonnement | origine                                                           |
| ------ | --- | ----------------------------------------------------------------- |
|        | Wavre d'azur au lion d'or tenant un octalpha de sable et empiétant un mont de trois coupeaux de sinople. (l'octalpha peut être remplacé par un hexalpha ou des meubles variés) | famille d'ancienne bourgeoisie de Neuchâtel, mentionnée dès 1353. |

### Z
| Blason | Nom de la famille et blasonnement                                                               | origine                                                                            |
| ------ | ----------------------------------------------------------------------------------------------- | ---------------------------------------------------------------------------------- |
|        | Zigerli une couronne surmontant un mont de trois coupeaux. (les émaux n'ont pas été identifiés) | famille du Landeron, citée dès le milieu du XIVe siècle et jusqu'au XVIIIe siècle. |

## Pour approfondir